# Place de l'Europe - Simone Veil
De Place de l'Europe- Simone Veil is een plein in het 8e arrondissement van Parijs. Het plein ligt in zijn geheel boven een viaduct over de sporen van het Gare Saint Lazare en vormde een favoriete plek voor schilders als Gustave Caillebotte en Claude Monet om de actie op het station te schilderen.

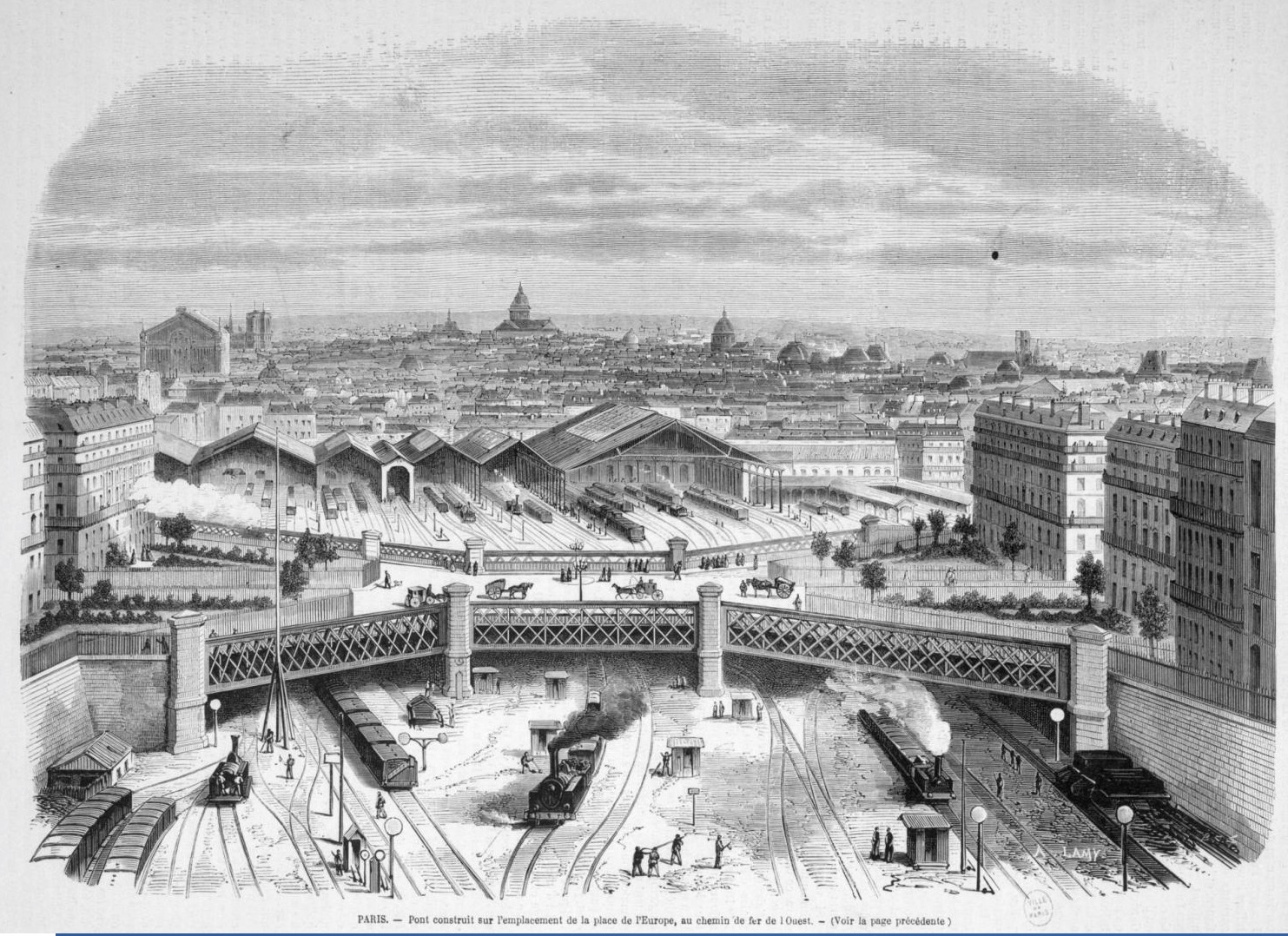
Uitzicht op het station in 1868, het op het viaduct gelegen plein dat toen veel kleiner was op de voorgrond

## Naam
De place de l'Europe heeft z'n naam te danken aan de ligging in een wijk waar alle straten vernoemd zijn naar Europese hoofdsteden. De naam Simone Veil is in 2018 toegevoegd en ter nagedachtenis van de Franse advocate, politica en 16e voorzitter van het Europees Parlement .De zes straten die op het plein uitkomen zijn (met de klok mee)
- de rue de Vienne;
- de rue de Madrid;
- de rue de Constantinople;
- de rue de Saint-Pétersbourg (voorheen rue de Léningrad, daarvoor de rue de Pétrograd en daarvoor weer de rue de Saint-Pétersbourg) ;
- de rue de Liège (tot 1914 de rue de Berlin);
- de rue de Londres.

De Rue d'Amsterdam bevindt zich overigens aan de andere kant van de rue de Liège en de rue de Londres.
Er is een metrostation; aan de kant van de rue de Madrid is de ingang van het station Europe van lijn 3.

## Galerij

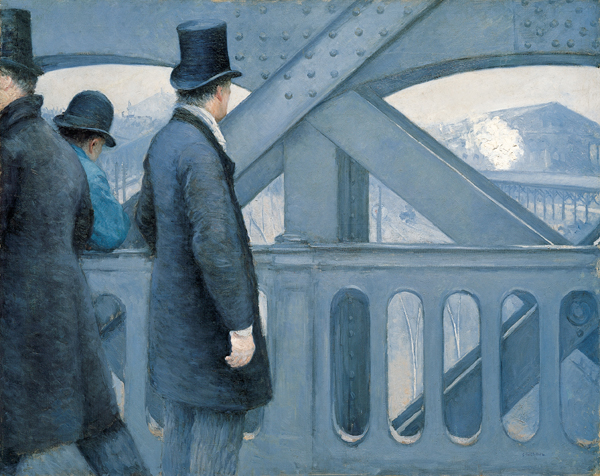
Sur le pont de l'Europe door Gustave Caillebotte.
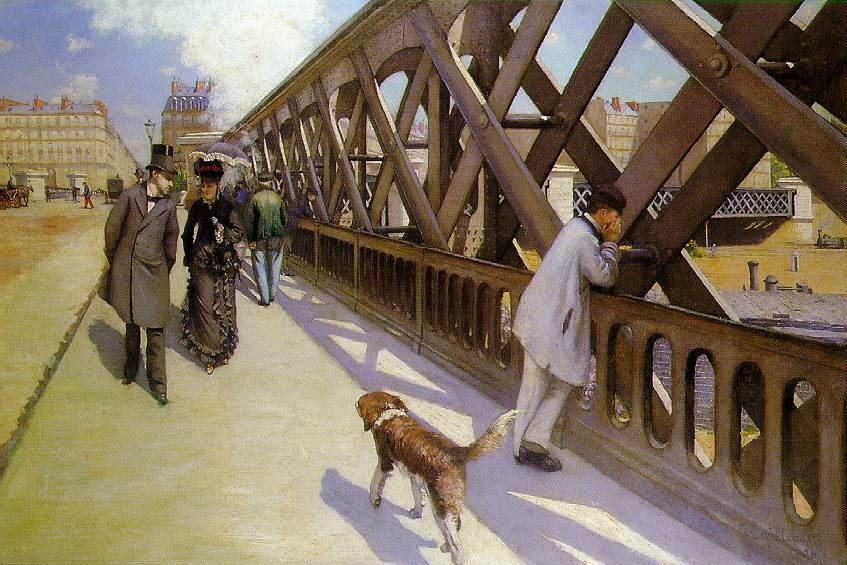
Le Pont de l'Europe door Gustave Caillebotte.
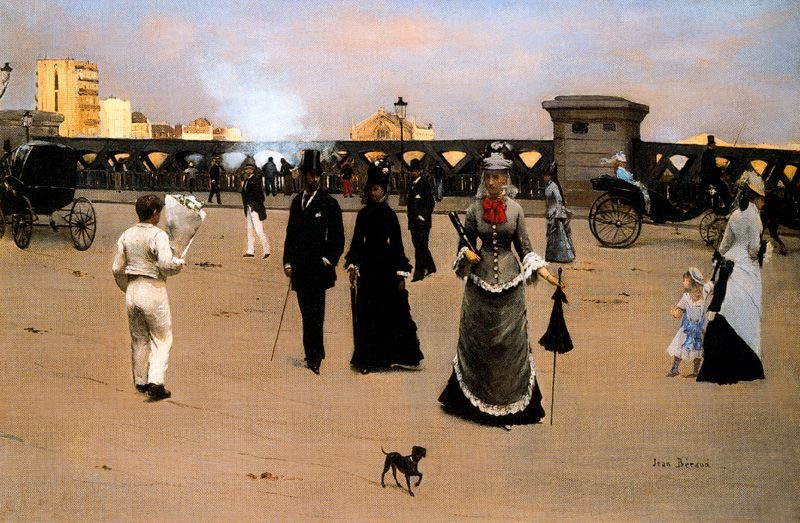
La place et le pont de l'Europe door Jean Béraud.
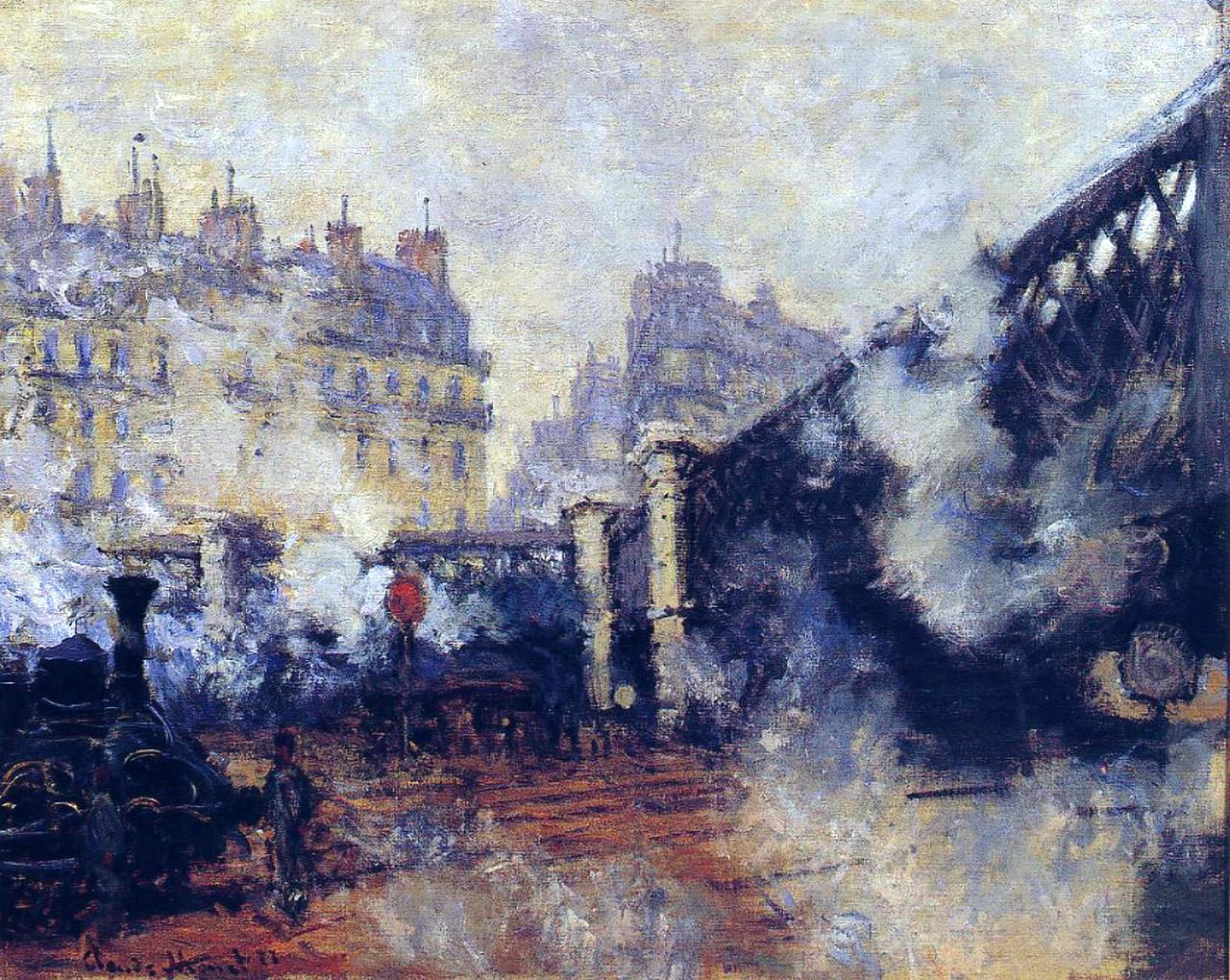
Le pont de l'Europe gezien vanaf het station door Claude Monet.

Place de la Bastille ·
Place de la Bataille-de-Stalingrad ·
Place Charles de Gaulle ·
Place du Châtelet ·
Place de Clichy ·
Place de la Concorde ·
Place Dauphine ·
Place Diana ·
Place du Dix-Huit Juin 1940 ·
Place de l'Europe - Simone Veil ·
Place de l'Hôtel-de-Ville - Esplanade de la Libération ·
Place d'Italie ·
Square Jean XXIII ·
Place de la Nation ·
Place de l'Opéra ·
Place du Palais-Royal ·
Place du Panthéon ·
Place du Parvis-Notre-Dame ·
Place Pigalle ·
Place de la République ·
Place Saint-Michel ·
Place de la Sorbonne ·
Place du Tertre ·
Place du Trocadéro ·
Place Vauban ·
Place Vendôme ·
Place des Victoires ·
Place des Vosges